# KBS 재난방송센터
《KBS 재난방송센터》는 KBS 2TV에서 매주 일요일 오전 6시 45분에 방송 중인 재난 정보 프로그램이다.

## 기획 의도
KBS 재난방송센터는 한국 첫 재난 전문 프로그램입니다. 풍수해, 폭염, 한파, 황사, 지진 등과 같은 자연 재난은 갈 수록 규모가 커지고 더욱 빈발하고 있습니다. 여기에 예측하기 어려운 새로운 형태의 사회적 재난도 잇따르고 있습니다. KBS 재난방송센터는 이러한 각종 재난으로 인한 피해를 줄이고 안전한 삶을 영위하는데 도움이 되는 재난과 안전에 관련된 시의성 있는 정보를 전해드리겠습니다.

## 개요
KBS 장애인 서비스·KBS 2TV 편성표의 창이 뜨지 않고 홈페이지가 클릭하여 뜨지 않고 있다. 방송법상으로는 시사교양 프로그램으로 분류되지만, KBS 홈페이지 내 검색 결과에서는 뉴스 프로그램으로 분류된다.

## 방송 시간
- 현재 방송 시간은 2025년 5월 25일부터 기준으로 한다.

| 방송 채널 | 방송 기간                          | 방송 시간                              |
| --------- | ---------------------------------- | -------------------------------------- |
| KBS 2TV   | 2015년 9월 6일 ~ 2015년 11월 15일  | 일요일 아침 7시 ~ 7시 10분 (10분)      |
| KBS 2TV   | 2017년 3월 26일 ~ 2017년 6월 11일  | 일요일 아침 7시 ~ 7시 10분 (10분)      |
| KBS 2TV   | 2022년 4월 10일 ~ 2023년 5월 28일  | 일요일 아침 7시 ~ 7시 10분 (10분)      |
| KBS 2TV   | 2023년 7월 16일 ~ 2025년 5월 18일  | 일요일 아침 7시 ~ 7시 10분 (10분)      |
| KBS 2TV   | 2015년 11월 22일 ~ 2016년 4월 3일  | 일요일 아침 7시 5분 ~ 7시 15분 (10분)  |
| KBS 2TV   | 2016년 4월 17일 ~ 2017년 3월 19일  | 일요일 아침 7시 20분 ~ 7시 30분 (10분) |
| KBS 2TV   | 2017년 12월 10일 ~ 2022년 4월 3일  | 일요일 아침 7시 20분 ~ 7시 30분 (10분) |
| KBS 2TV   | 2017년 6월 18일 ~ 2017년 7월 23일  | 일요일 아침 7시 15분 ~ 7시 25분 (10분) |
| KBS 2TV   | 2017년 10월 29일 ~ 2017년 12월 3일 | 일요일 아침 7시 15분 ~ 7시 25분 (10분) |
| KBS 2TV   | 2017년 7월 30일 ~ 2017년 8월 6일   | 일요일 아침 6시 50분 ~ 7시 (10분)      |
| KBS 2TV   | 2017년 10월 8일 ~ 2017년 10월 22일 | 일요일 아침 6시 50분 ~ 7시 (10분)      |
| KBS 2TV   | 2017년 8월 13일 ~ 2017년 10월 1일  | 일요일 아침 7시 25분 ~ 7시 35분 (10분) |
| KBS 2TV   | 2023년 6월 4일 ~ 2023년 7월 9일    | 일요일 아침 7시 10분 ~ 7시 20분 (10분) |
| KBS 2TV   | 2025년 5월 25일 ~ 현재             | 일요일 아침 6시 45분 ~ 6시 55분 (10분) |

## MC
| 대수 | 진행자              | 진행 기간                         | 비고  |
| ---- | ------------------- | --------------------------------- | ----- |
| 1대  | 김현경 기자         | 2015년 9월 6일 ~ 2023년 5월 28일  |       |
| 2대  | 이승기 기자         | 2023년 6월 4일 ~ 2023년 11월 12일 |       |
| 3대  | 김현경 기자         | 2023년 11월 19일 ~ 2025년 3월 9일 | [ 3 ] |
| 4대  | 김세현 기상전문기자 | 2025년 3월 16일 ~ 현재            |       |

## 코너
| 코너명            | 진행자              |
| ----------------- | ------------------- |
| 재난안전 이슈     | 이은정 기자         |
| 재난안전 브리핑   | 김세현 기상전문기자 |
| 재난안전 인사이드 | 김세현 기상전문기자 |

## 타이틀 변천사
- 현재 타이틀은 2015년 9월 6일부터 기준으로 하고 있다.

| 기수 | 프로그램 타이틀  | 방송 기간             |
| ---- | ---------------- | --------------------- |
| 1기  | KBS 재난방송센터 | 2015년 9월 6일 ~ 현재 |

## 경쟁 프로그램
- MBN 재난대비센터 (MBN)